# Cyphomyrmex foxi
Cyphomyrmex foxi is een mierensoort uit de onderfamilie van de Myrmicinae. De wetenschappelijke naam van de soort is voor het eerst geldig gepubliceerd in 1892 door André.